# Te regalo
Te Regalo es el primer y único sencillo del álbum navideño Amango Villancicos del grupo juvenil Amango.

## Vídeo Musicial
El vídeo Musical fue estrenado en la página web oficial de Amango el 10 de diciembre de 2007.
El vídeo comienza con todos los integrantes riéndose y dando vueltas, luego muestran una coreografía seguida de imágenes pasadas rápidamente, siempre con un fondo celeste como el cielo y pelotitas navideñas alrededor, finalizando con un mensaje a sus fanes: "...nunca habrá mejor regalo que entregarte por entero el corazón."